# Martin Hhaway Sulle
Martin Hhaway Sulle (* 28. Dezember 1982) ist ein tansanischer Langstreckenläufer, der auf den Halbmarathon spezialisiert ist.

## Persönliche Bestzeiten
- 10.000 m: 28:15,60 min, 26. Juli 2002, Manchester[1]
- 20 km: 58:58 min, 20. Januar 2002, Almeirim (Portugal)[1]
- Halbmarathon: 1:00:29 h, 3. April 2004, Mailand[1]

## Ergebnisse
Bei den Crosslauf-Weltmeisterschaften 2000 in Vilamoura wurde er Zwölfter auf der Kurzstrecke. 2002 gewann er den Setúbal-Halbmarathon und wurde über 10.000 Meter Fünfter bei den Commonwealth Games in Manchester.
2003 wurde er Zwölfter beim Lissabon-Halbmarathon, Dritter bei der Stramilano, gewann Bronze bei den Halbmarathon-Weltmeisterschaften in Vilamoura und siegte beim Giro al Sas. Einem zweiten Platz bei der Stramilano 2004 folgte 2005 ein dritter beim Delhi-Halbmarathon.
2006 wurde er erneut Zweiter bei der Stramilano und siegte beim Humarathon. Im Jahr darauf kam er beim RAK-Halbmarathon auf den 13. Platz.
Bei den Crosslauf-Weltmeisterschaften 2010 in Bydgoszcz belegte er den 41. Platz.
Eine Auswahl seiner Ergebnisse ist:
| Jahr | Ort                                | Typ               | Rang | Zeit (h) |
| ---- | ---------------------------------- | ----------------- | ---- | -------- |
| 2000 | Parma (Italien)                    | Halbmarathon      | 1    | 1:01:54  |
| 2000 | Pierrefitte-sur-Seine (Frankreich) | 10-Kilometer-Lauf | 1    | 0:29:47  |
| 2001 | Seoul (Korea)                      | Halbmarathon      | 2    | 1:01:59  |
| 2001 | Moita (Polen)                      | Halbmarathon      | 1    | 1:04:59  |
| 2001 | Ovar (Portugal)                    | Halbmarathon      | 1    | 1:03:20  |
| 2002 | Setúbal (Portugal)                 | Halbmarathon      | 1    | 1:01:25  |
| 2002 | Manchester (England)               | 10-Kilometer-Lauf | 5    | 0:28:16  |
| 2002 | Nazaré (Portugal)                  | Halbmarathon      | 1    | 1:02:43  |
| 2002 | Molta (Portugal)                   | Halbmarathon      | 1    | 1:04:16  |
| 2003 | Mailand (Italien)                  | Halbmarathon      | 3    | 1:01:33  |
| 2003 | Turin (Italien)                    | Halbmarathon      | 4    | 1:02:36  |
| 2003 | Arusha (Tansania)                  | Halbmarathon      | 1    | 1:02:47  |
| 2003 | Trento (Italien)                   | 10-Kilometer-Lauf | 1    | 0:28:34  |
| 2003 | Vilamoura (Portugal)               | Halbmarathon      | 3    | 1:00:56  |
| 2004 | Mailand (Italien)                  | Halbmarathon      | 2    | 1:00:29  |
| 2004 | Porto (Portugal)                   | 10-Kilometer-Lauf | 2    | 0:28:54  |
| 2006 | Ivry-sur-Seine (Frankreich)        | Halbmarathon      | 1    | 1:00:58  |
| 2006 | Mailand (Italien)                  | Halbmarathon      | 2    | 1:01:10  |
| 2006 | Moshi (Tansania)                   | Halbmarathon      | 1    | 1:04:03  |
| 2007 | Ras Al Khaimah (UAE)               | Halbmarathon      | 13   | 1:01:55  |
| 2007 | Algier (Algerien)                  | Halbmarathon      | 2    | 1:03:01  |
| 2007 | Gyeonggi (Korea)                   | Halbmarathon      | 2    | 1:03:26  |
| 2009 | Rio de Janeiro (Brasilien)         | 10-Kilometer-Lauf | 1    | 0:29:39  |
| 2009 | Campinas (Brasilien)               | 10-Kilometer-Lauf | 1    | 0:29:46  |
| 2009 | Kigali (Ruanda)                    | Halbmarathon      | 2    | 1:04:07  |
| 2010 | Campo Grande (Brasilien)           | Halbmarathon      | 2    | 1:06:33  |